# Viburnum punctatum
Viburnum punctatum är en desmeknoppsväxtart som beskrevs av Buch.-ham. och David Don. Viburnum punctatum ingår i släktet olvonsläktet, och familjen desmeknoppsväxter. Utöver nominatformen finns också underarten V. p. lepidotulum.